# Gerhart Rathenau
Gerhart Wolfgang Rathenau (* 25. Juni 1911 in Berlin-Charlottenburg; † 6. Januar 1989 in Eindhoven) war ein deutsch-niederländischer Physiker.

## Leben
Gerhart Rathenau wurde in einer jüdischen Familie als Sohn des preußischen Juristen und Ministerialbeamten Fritz Rathenau geboren. Sein Vater war ein Cousin des 1922 ermordeten deutschen Außenministers Walther Rathenau. Nach dem Abitur begann er 1929 ein Studium an der damaligen Technischen Hochschule Charlottenburg, wechselte aber bald an die Friedrich-Wilhelms-Universität Berlin, um Physik zu studieren. Ende 1930 ging er nach Göttingen und wurde dort im Dezember 1933 bei James Franck mit der Schrift Untersuchung am Absorptionsspektrum von Wasserdampf und Kohlendioxyd im Gebiet unter 2000 Å promoviert. Aufgrund der Judenverfolgung in der Zeit des Nationalsozialismus gehörte er zu den letzten jüdischen Wissenschaftlern die in Deutschland promovieren konnten. 
Dirk Coster, Physiker und Hochschullehrer an der Universität Groningen sowie Sekretär des Komitees zur Unterstützung jüdischer Wissenschaftler aus Deutschland, vermittelte ihm ein Stipendium an der Universität Groningen, sodass er dort von 1934 bis 1936 auf dem Gebiet der UV-Spektroskopie arbeiten konnte. 1936 verließ er Groningen und wurde Kurator des Physiklabors der Teylers Stiftung in Haarlem. Wegen der prekären finanziellen Situation nach seiner Heirat bewarb er sich als wissenschaftlicher Assistent bei den N.V. Philips’ Gloeilampenfabrieken in Eindhoven. 1938 erhielt er eine Anstellung im Philips Natuurkundig Laboratorium (NatLab), das zu dieser Zeit von Gilles Holst geleitet wurde. Während der Deutschen Besatzung wurden ab Dezember 1941 die bei Philips arbeitenden jüdischen Wissenschaftler zu ihrem Schutz in einem Sonderbüro untergebracht, wo unter anderem Messgeräte entwickelt und verschiedene Forschungsprojekte realisiert wurden. Im Mai 1944 wurde die Bedrohung so groß, dass die Familie Rathenau bis zum Kriegsende bei einer christlichen Familie in Friesland untertauchte.
Nach Ende des Zweiten Weltkrieges konnte er seine Arbeit unter der Leitung von Gilles Holst und Hendrik Casimir im NatLab fortsetzen. 1947 erhielt er die niederländische Staatsbürgerschaft. Den Antrag auf Einbürgerung hatte er bereits 1939 gestellt, dieser wurde aber nach Beginn des Zweiten Weltkrieges im November 1939 abgelehnt. Seine Forschungsarbeiten im NatLab konzentrierten sich auf die magnetischen Eigenschaften von Festkörpern sowie die Materialeigenschaften von Metallen und Legierungen.
1953 wurde er Professor für Experimentalphysik an der Universität Amsterdam, wo er eine Forschungsgruppe für Festkörperphysik leitete und ein Labor für starke Magnetfelder gründete. 1962 kehrte er zum NatLab zurück, wo er seit 1967 dem vierköpfigen Direktorenrat angehörte und Leiter der Abteilung Physik war. Anfang der 1970er Jahre wurde er mit der Koordinierung der Forschungsprogramme der verschiedenen Philips-Laboratorien betraut.
Nach seiner Pensionierung im Jahr 1974 blieb er als Mitglied des Aufsichtsrats von 1977 bis 1983 eng mit Philips verbunden und beriet die Regierung der Niederlande in Fragen der gesellschaftlichen Folgen der technologischen Entwicklung.
1960 wurde Rathenau zum Mitglied der Königlich Niederländischen Akademie der Wissenschaften gewählt.

## Ehrungen
1994 wurde ein 1986 von der niederländischen Regierung gegründetes Institut, das sich mit den Auswirkungen von Wissenschaft, Innovation und Technologie auf die Gesellschaft beschäftigt (niederländisch Nederlandse Organisatie voor Technologisch Aspectenonderzoek) umbenannt und heißt seitdem Rathenau Instituut.